# Mangora sturmi
Mangora sturmi là một loài nhện trong họ Araneidae.
Loài này thuộc chi Mangora. Mangora sturmi được Herbert Walter Levi miêu tả năm 2007.